# Hồ móng ngựa

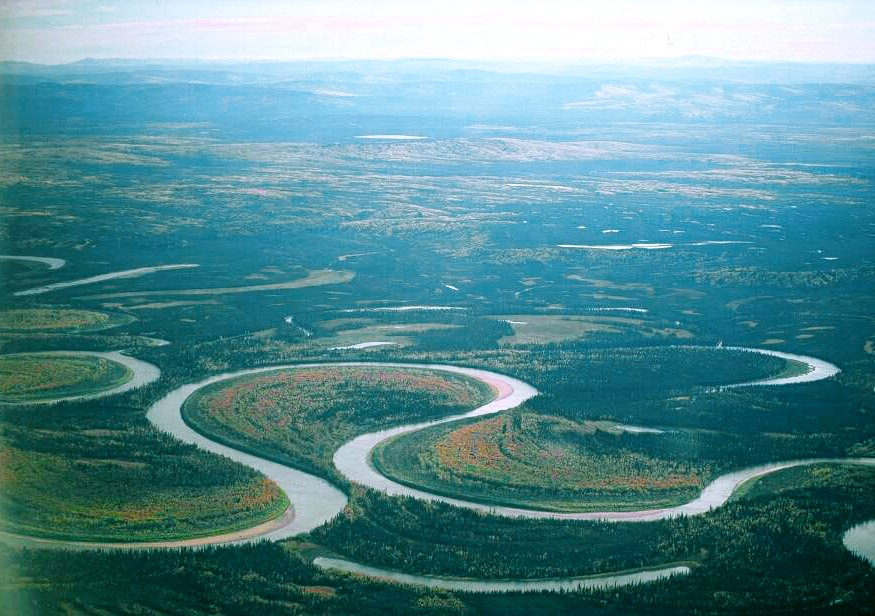
Bức ảnh chụp sông Nowitna ở Alaska cho thấy hai hồ móng ngựa – một cái ngắn ở dưới cùng của hình ảnh và một cái dài hơn, cong hơn ở giữa bên phải. Hơn nữa, có thể thấy rõ một hồ móng ngựa thứ ba đang trong quá trình hình thành.

Hồ móng ngựa là loại hồ hình chữ U được hình thành do uốn khúc của một con sông, qua thời gian, bị cắt đứt tạo thành một thể nước hình chữ U. Một hồ móng ngựa nổi tiếng ở Việt Nam là Hồ Tây ở Hà Nội, vốn là dòng chảy cũ của sông Hồng. Ở phía nam bang Texas, hồ móng ngựa hình thành bởi dòng Rio Grande được gọi là resacas. Những hồ như thế này cũng xuất hiện khá nhiều ở Ấn Độ.

## Hình thành
Một hồ móng ngựa hình thành khi một dòng sông tạo ra một khúc quanh (uốn khúc), do bờ sông bị xói mòn. Sau một thời gian dài, khúc quanh trở nên rất cong, và cuối cùng cổ của uốn khúc trở nên hẹp hơn và dòng sông cắt qua cổ trong một trận lụt, cắt đứt khúc quanh co và tạo thành một hồ nước hình chữ U.
Khi một con sông đến một vùng đồng bằng trũng, thường trong quá trình cuối cùng trước khi ra biển hoặc hồ, nó uốn khúc rất rộng rãi. Tại những vùng lân cận của khúc quanh sông, sự lắng đọng xảy ra trên bờ lồi (bờ có bán kính nhỏ hơn). Ngược lại, cả xói mòn và cắt xén bên xảy ra ở bờ bị cắt hoặc bờ lõm (bờ có bán kính lớn hơn). Sự lắng đọng liên tục trên bờ lồi và xói mòn ở bờ lõm của một dòng sông uốn khúc khiến cho một uốn khúc hình thành rất rõ rệt với hai bờ lõm ngày càng gần nhau. Vùng đất hẹp giữa hai bờ lõm gần nhau này cuối cùng cũng bị cắt ngang, do sự xói mòn bên của hai bờ lõm hoặc bởi dòng chảy mạnh của trận lụt. Khi điều này xảy ra, một dòng sông mới, thẳng hơn sẽ hình thành, và một vòng uốn khúc bị bỏ hoang, được gọi là khúc cắt, hình thành. Khi sự lắng đọng cuối cùng bịt kín khúc cắt khỏi kênh sông, và một hồ móng ngựa hình thành.

Bản vẽ minh họa cho thấy sự cắt cổ uốn khúc của dòng sông trong trận lụt. (Dòng chảy: màu trắng)

## Ví dụ
Việt Nam: Tiêu biểu như Hồ Tây Hà Nội, từng là dòng chảy của sông Hồng, hoặc có thể thấy những hồ móng ngựa đã và đang hình thành trên bản đồ, đặc biệt ở vùng đồng bằng sông Cửu Long.